# HMS Antrim (D18)
Za druge ladje glejte Antrim.
HMS Antrim (D18) je bil rušilec razreda County Kraljeve vojne mornarice.
V sredini 70-tih let 20. stoletja so odstranili B topniški stolp in ga nadomestili s štirimi izstrelišči Exocet.
Sodelovala je v falklandski vojni kot admiralska ladja operacije Paraquat. Med vojno jo je zadela 1.000 funtska bomba, ki pa ni eksplodirala.
1984 so jo izzveli iz uporabe in jo nato prodali Čilu, kjer so jo preimenovali v Almirante Cochrane.
Deset let pozneje, 1994, so odstranili lanserje Seaslug in jih nadomestili z novejšim in večjim sistemom.